# سوسکچه خرطوم‌دار آنثونوموس موسکولوس
سوسکچه خرطوم‌دار آنثونوموس موسکولوس (نام علمی: Anthonomus musculus) نام یک گونه از تیره سوسکچه‌های خرطوم‌دار است.